# Ferenczi Izsó
Ferenczi Izsó (Temesvár, 1881. július 19. – Budapest, 1958. január 19.) statisztikus, iparpolitikus, a KSH könyvtárának vezetője.

## Életútja
Fenster néven született, vezetéknevét 1903-ban magyarosította. Középiskolai tanulmányait szülővárosa állami főreáliskolájában végezte 1891 és 1899 között. 1903-ban szerzett államtudományi doktorátust a Budapesti Királyi Magyar Tudományegyetemen.
1903-tól a Központi Statisztikai Hivatalban dolgozott, elsősorban a külkereskedelmi statisztika terén. 1904–1905 folyamán a hivatal könyvtárnokaként, 1917-ben a könyvtári katalógus szerkesztőjeként is működött. Hivatali karrierje során előbb az áruforgalmi osztály helyettes vezetője, majd a külkereskedelmi osztály vezetője lett. 1909-ben miniszteri fogalmazóvá, 1912-ben miniszteri segédtitkárrá, 1915-ben miniszteri titkárrá léptették elő. 1918-ban áthelyezték a kereskedelemügyi minisztériumba, amelynek a következő évtől osztálytanácsosa volt. 1921-től az önálló vámtarifatörvény kidolgozásáért felelt, amelyet 1924. augusztus 3-án cikkelyeztek be. Miniszteri biztosként felügyelte a Magyar Külkereskedelmi Intézetet. 1938-tól vezette a kereskedelemügyi minisztérium külkereskedelmi ügyosztályát.

## Munkássága
Szakirodalmi munkái a magyar külkereskedelem és vámpolitika kérdéseit járják körül. Ő írta az ország 1912 és 1914 közötti külkereskedelmi forgalmáról kiadott hivatalos közlemények bevezető értekezését. A Magyarország közgazdaságát és pénzügyeit bemutató évkönyv, az Ungarisches Wirtschafts-Jahrbuch kereskedelempolitikai fejezetének szerzője volt 1925 és 1938 között. Publicisztikáit a Pester Lloyd közölte.

## Társasági tagságai
1930-ban a Magyar Statisztikai Társaság tagjává választották. 1946-ban a Magyar Textilgyárosok Országos Egyesületének elnökévé választották.

## Kitüntetései, elismerései
1917-ben II. osztályú Polgári Hadi Érdemkereszttel tüntették ki. 1931-ben megkapta a francia becsületrend parancsnoki fokozatát. A lengyel Polonia Restituta-rend középkeresztje a csillaggal, az olasz Koronarend parancsnoki jelvénye és az osztrák Nagy Arany Díszjelvény a csillaggal kitüntetés birtokosa volt. Beck Ö. Fülöp 1938-ban bronzplakettet mintázott róla.

## Főbb művei
- A magyar külkereskedelem. Közgazdasági Szemle, 1913. 1. sz. 32–49. o.
- Magyarország és a szabadkereskedelem. Közgazdasági Szemle, 1920. 1–3. sz. 34–46. o.
- Német-Ausztria gazdasági létproblémái. Közgazdasági Szemle, 1920. 10–12. sz. 666–710. o.
- A magyar vámpolitika alapvetése. Budapest, 1922, Genius.
- A magyar vámpolitika modern feladatai. In A mai magyar közigazgatás. Az 1936. évi közigazgatási továbbképző tanfolyam előadásai. Szerk.: Mártonffy Károly. Budapest, 1936, Magyar Királyi Állami Nyomda. 700–707. o.